# ポルターヴァ連隊

連隊の紋章。防衛を表す弓矢と栄光を表す星。

ポルターヴァ連隊（ウクライナ語：Полтавський полк）は、17世紀半ばから18世紀末にかけて、左岸ウクライナに位置したコサックの連隊の一つ。コサック国家の軍事・行政単位。ポルターヴァ連隊区とも。連隊庁所在地はポルターヴァ町（1648年－1775年）。連隊名はこの町名に由来する。時代によって13から16までの百人隊で構成された。1649年にハーデャチ連隊を合併したが、1661年にジニキーウ連隊とポルターヴァ連隊に分けられた。長らくヘーチマン政権に対するコサック野党の根拠地としてあり続けた。1775年にロシア帝国によりキ新ロシア県ポルターヴァ郡に編成された。